# Ліципрія Кангуджам
Ліципрія Кангуджам (нар. 2 жовтня 2011 року) — екологічна активістка з ІндіїОдна з наймолодших екоактивісток у світі, яка виступила перед світовими лідерами на Конференції ООН зі зміни клімату 2019 у Мадриді. З 2018 року Ліципрія проводить кампанію в Індії. Вона вимагає ухвалити закони, що повинні сприяти зменшенню рівня забруднення.
Її називають Ґретою Тунберг з Індії, хоча їй не подобається використання цього порівняння.
Екозахисною діяльністю почала займатися в липні 2018 року. 21 червня 2019 року, натхненна активісткою Ґретою Тунберг, аби привернути увагу прем'єр-міністра Нарендри Моді до ухвалення закону про захист довкілля в Індії, Ліципрія почала проводити тижні біля будівлі індійського парламенту.
Як було доведено пізніше, значну кількість її нагород для поширення розголосу підробив її батько, заарештований за шахрайство в значних розмірах. The Times of India опублікувала ексклюзивну доповідь «Чи є Індійська Ґрета Тунберг пішаком у руках безсовісного батька?»..

## Життєпис
Народилася 2 жовтня 2011 року в Башіхонг, Маніпур, Індія. Старша донька Канарджіта Кангуджама і Бідьярані Деві Кангуджама Онгбі. У 7 років почала боротися за збереження довкілля. У червні 2019 року протестувала перед будівлею парламенту Індії, звертаючись до прем'єр-міністра Індії Нарендри Моді з проханням прийняти закон про захист екології в Індії.

## Активізм

### Візити до Монголії
У 2018 році Ліципрія разом зі своїм батьком відвідала конференцію ООН з питань стихійного лиха в Монголії. Це надихнуло її на активні дії. У статті в BBC News вона заявила: «Я отримала багато натхнення та нових знань від людей, які виступали з промовами. Це була подія, яка змінила життя». Незабаром після заходу, щоб підвищити обізнаність щодо захисту планети шляхом боротьби зі зміною клімату та природними катаклізмами, Ліципрія заснувала «Дитячий рух».

### Повінь у Кералі 2018
24 серпня 2018 року Ліципрія пожертвувала свої заощадження у розмірі 100 000 рупій головному міністру Керали Пінараї Віджаяну, щоб допомогти дітям, які постраждали від повені в штаті Керала. Через два роки вона отримала лист-підтвердження від уряду Керали.

### Візити до Африки

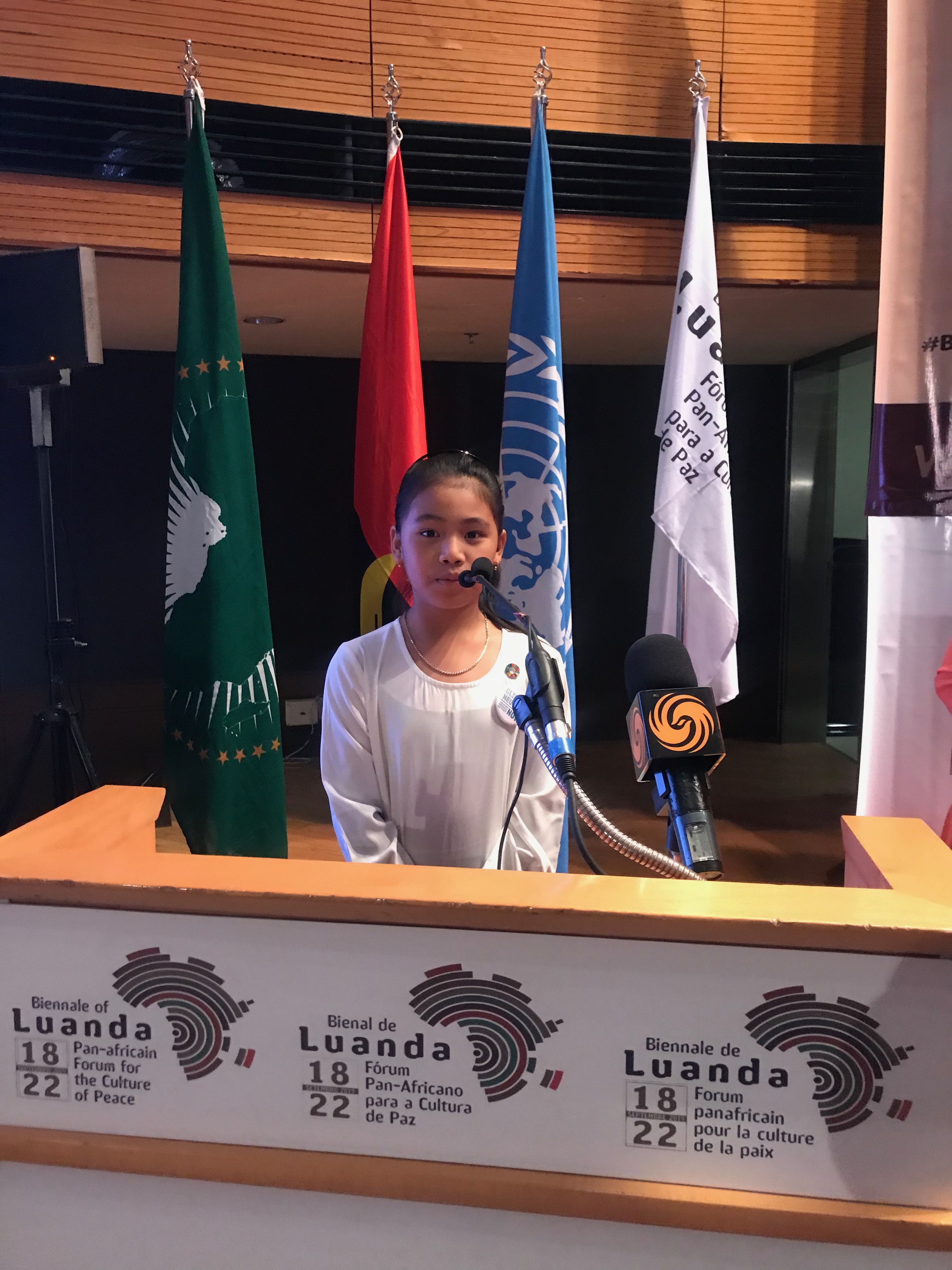
Кангуджам виступає на Форумі партнерів ЮНЕСКО 2019 (Луанда) в Анголі 20 вересня 2019 року.

Кангуджам взяла участь у Форумі партнерів ЮНЕСКО 2019 (Луанда) у місті Луанда, Ангола, на запрошення ЮНЕСКО, Африканського Союзу та уряду Анголи. Вона виступила з доповіддю про кліматичні зміни разом з президентом Анголи Жуаном Лоуренсу, президентом Малі Ібрагімом Бубакаром Кейтою, президентом Малаві Хаге Гейнгобом, президентом Республіки Конго Дені Сассу-Нгессо, першою леді Анголи Аною Діас Лоренсу, першою леді Намібії Монікою Геінг, лауреатом Нобелівської премії миру 2018 року Дені Муквеге, генеральним директором ЮНЕСКО Одрі Азулай, віце-прем'єр-міністром Гвінеї Франсуа Лонсені Фаллем та всіми міністрами культури Африки.

### Великий жовтневий марш 2019 року
21 жовтня 2019 року з майже тисячами своїх прихильників та прихильниць Ліципрія розпочала «Великий жовтневий марш 2019 року» біля Брами Індії в Нью-Делі. Марш відбувся з 21 по 27 жовтня в різних місцях з проханням негайно вжити заходів щодо зміни клімату та ухвалити закон про захист довкілля в Індії.

### COP25

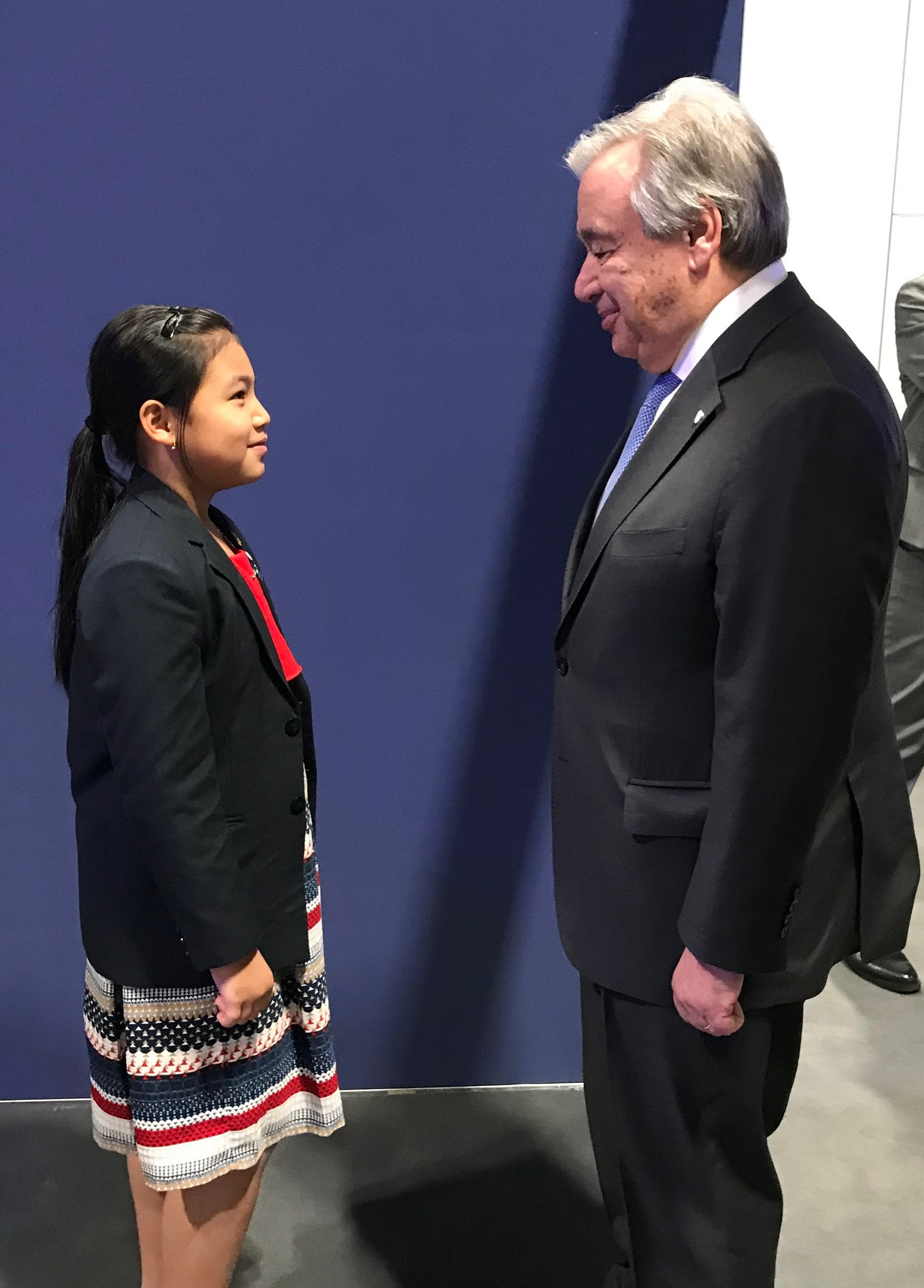
Ліципрія Кангуджам із Генеральним секретарем ООН Антоніу Гутеррішем на Конференції ООН зі зміни клімату 2019 року (COP25) у Мадриді, Іспанія, 12 грудня 2019 року.

Ліципрія Кангуджам виступила на COP25, закликаючи світових лідерів діяти зараз, щоб зупинити глобальне потепління. Для обговорення міжнародних заходів щодо зміни клімату відбулася кліматична конференція ООН. У заході взяли участь 26 000 осіб із 196 країн. Захід проходив з 2 по 13 грудня в IFEMA, Мадрид, Іспанія, організований урядом Чилі за матеріально-технічної підтримки уряду Іспанії відповідно до РКЗК ООН (Рамкова конвенція ООН про зміну клімату).
Кангуджам зустрілася з Генеральним секретарем ООН під час Конференції ООН зі зміни клімату COP25 і представив меморандум «від імені дітей світу». У меморандумі зазначалося, що вона хоче створити краще місце для всіх дітей світу. Її високо оцінив Генеральний секретар ООН Антоніу Гутерріш. У заході взяли участь Ґрета Тунберг та кілька інших світових лідерів.

### Всесвітній економічний форум 2020
У 2020 році Ліципрія разом з активістками Ґретою Тунберг, Луїзою Нойбауер, Ізабель Аксельссон та Лукіною Тілле опублікувала лист до учасників Всесвітнього економічного форуму, закликаючи компанії, банки та уряди негайно припинити субсидування викопного палива. У статті, наданій The Guardian, вони сказали: «Ми не хочемо, щоб це було зроблено до 2050, 2030 чи навіть 2021 року, ми хочемо, щоб це було зроблено зараз — прямо зараз. Ми закликаємо світових лідерів припинити інвестувати в економіку викопного палива, яка лежить в основі цієї планетарної кризи. Замість цього вони повинні інвестувати свої гроші в існуючі стійкі технології, дослідження та відновлення природи. Короткостроковий прибуток не повинен переважати над довгостроковою стабільністю життя».

### День Землі 2020
У 2020 році Ліципрія виступила на зібраннях у всьому світі в День Землі 2020 року у Вашингтоні, округ Колумбія, США. Захід був віртуальним через спалах пандемії COVID-19. Вона виступала з 50 іншими світовими лідерами, впливовими особами, знаменитостями, спортсменами та музикантами, включаючи Папу Франциска, Сільвію Ерл, Деніса Гейса, Білла МакКіббена, члена Глобального консультативного комітету Альберта II (принца Монако), Олександрію Вілласеньор, Ела Ґора, Патрісію Еспіносу Кастельяно, Крістіану Фігерес, Мішель Ділхару, Джерома Фостера II, Джона Керрі, Томаса Лавджоя, Еда Беглі-молодшого, Зака Ефрона, Аніла Капура, Вана Джонса, Рікі Кейя, Пола Ніклена і Алекса Гоннольда, даючи послання надії на боротьбу з поточною кліматичною кризою.

### Виступи на TED
18 лютого 2020 року вона виступила на TEDxSBSC, що відбувся в Університеті Делі, Нью-Делі, Індія. 23 лютого 2020 року вона виступила на TEDxGateway в Мумбаї і отримала за свій виступ овації. До дев'яти років вона виступала на TED шість разів.

### Кампанія зі зміни клімату в школах
Ліципрія проводила кампанію, щоб зробити уроки зі зміни клімату обов'язковими в школах. На її прохання уряд Гуджарату включив тему зміни клімату в шкільну освіту.

### COP28
11 грудня 2023 року на Конференції ООН зі зміни клімату (COP28) Ліципія вийшла на головну сцену конференції, тримаючи в руках плакат «Кінець викопному паливу. Врятуйте нашу планету і наше майбутнє», і виголосила коротку промову. Їй аплодували, після чого охорона видалила її з сесії. За словами Ліципрії, їй заборонили брати подальшу участь у COP28.

### Визнання
Ліципрія також була удостоєна звання «Висхідної зірки» у штаб-квартирі мережі Дня Землі у Вашингтоні, округ Колумбія, США.
«Нагороду посла ЦСР 2019» вона отримала 19 листопада 2019 року в Університеті Чандігарх від Dainik Bhaskar у співпраці з Національним інститутом трансформації Індії уряду Індії. 3 січня 2020 року  в Нью-Делі від лейтенант-губернатора Пондічеррі Кірана Беді Ліципрія отримала нагороду «Global Child Prodigy Award 2020».

## Полеміка
В ексклюзивному звіті, зробленому The Times of India у червні 2021 року, було виявлено, що всі нагороди Ліципрії з перших днів їй були надані організаціями її батька. У звіті йдеться: «Виявляється, кілька «бажаних» нагород, які Ліципрія виграла, як-от дитяча премія доктора APJ Абдула Калама або Премія миру в Індії 2019, насправді були присуджені організацією її батька, IYC та її членами. Навіть премія Всесвітньої дитячої премії миру, яка була присуджена Ліципрії у 2019 році та проголошена як відзнака, надана Global Peace Index, виявилася фіктивною після того, як Інститут економіки та миру пояснив у Twitter, що «ми не присуджуємо нагород».
У червні 2021 року Ліципрія була в новинах, оскільки 31 травня 2021 року після арешту її батька та законного опікуна Кангуджама Карнаджіта 31 травня 2021 року було перевірено краудфандингове звернення до Кетто з проханням 1 крор рупій для покупки 100 кисневих концентраторів Її батько, також відомий як К. К. Сінґх, був оголошений у розшук і 2016 року втік з Маніпура після того, як його заарештували і випустили під заставу за кількома звинуваченнями. Ці звинувачення охоплювали обман кількох груп самодопомоги, готелів та окремих осіб на суму понад 19 лакхів рупій для проведення глобальної молодіжної зустрічі, яку він організував в Імфалі в 2014 році. Його останній арешт був за новими звинуваченнями, пов'язаними з його головуванням у Міжнародному молодіжному комітеті, заснованій ним організації. Кілька національних та іноземних студентів були обдурені на суму близько 3 тисяч рупій під приводом плати за численні програми міжнародного молодіжного обміну, які ніколи не були організовані.
Стосовно краудфандингового звернення до Кетто, Лакшмі К., яка працює над кліматичними заходами і була обізнана про попередні звинувачення, пов'язані з діяльністю її батька, ініціювала зв'язок з Кетто з проханням провести належну обачність. Подальші занепокоєння навколо акції громадського фінансування Кетто були зафіксовані політичною активісткою Анжелікою Арібам через день після того, як 19 травня Паожел Чаоба з The Frontier Manipur опублікував історію про те, як пожертвування Кетто, здійснене дитячим активістом, може бути можливою схемою для обману людей за допомогою її батька. У електронному листі, написаному Варуну Шету з Кетто, Анжеліка запитала, чи Фонд Noble Citizen Foundation має довіру, до агентства, якому передавали гроші, зібрані за рахунок пожертвування, і чи був Кетто впевнений, що немає жодних зв'язків з батьком дитини. Однак жодної відповіді вона так і не отримала.
Зараз широко визнано, що і Ліципрія, і її батько використовували обманні методи, щоб привернути увагу та створити сприятливий розголос. Батька і дочку спіймали на тому, що вони перебільшують свої маніпульовані досягнення та використовують звичайні визнання відомих організацій, щоб плести мережу брехні навколо своїх досягнень.
5 червня 2021 року Harvard International Review, який раніше брав інтерв'ю з Ліципрією, опублікував заяву, в якій говорилося: «У світлі арешту батька Кангуджам в Індії, Harvard International Review повторює свою політику не схвалювати зміст будь-якого інтерв'ю. Інтерв'ю за своєю суттю відображають суб'єктивні погляди опитуваного. Інтерв'ю відображає виключно погляди Кангуджам».